# Bulatovac
Bulatovac (en serbe cyrillique : Вулатовац) est un village de Serbie situé dans la municipalité de Prokuplje, district de Toplica. Au recensement de 2011, il comptait 103 habitants.

## Démographie
| 1948 | 1953 | 1961 | 1971 | 1981 | 1991 | 2002 | 2011 |
| ---- | ---- | ---- | ---- | ---- | ---- | ---- | ---- |
| 431  | 434  | 372  | 251  | 244  | 190  | 137  | 103  |

|  |